# Крчко-лички санџак
Крчко-лички санџак, односно Крчки санџак или Лички санџак је био санџак (управна јединица) Османског царства, са средиштем у Книну. Основн је око 1580. године, издвајањем западних области из састава Клишког санџака. Налазио се у саставу Босанског пашалука, а обухватао је турске области западно од реке Крке, укључујући Буковицу, Равне Котаре, Лику и Крбаву. Овај санџак је служио као турско војно упориште према Млетачкој Далмацији и Карловачком генералату. Постојао је све до краја 17. века, када је током Великог бечког рата (1683-1699) дошло до потпуног слома турске власти у тим областима. Млетачка војска је 1688. године освојила Книн, главно место Крчко-личког санџака, док је хабзбуршка војска у приближно исто време запосела подручја Лике и Крбаве. Склапањем Карловачког мира (1699), поменуте области су и званично припале Млетачкој републици и Хабзбуршкој монархији.
На подручју Крчко-личког санџака је током 16. и 17. века живео знатан број Срба, који су били православни хришћани. Српске православне цркве и манастири на том подручју припадали су Дабробосанској митрополији, која се налазила у саставу Пећке патријаршије.